# Cataulacus flagitiosus
Cataulacus flagitiosus is een mierensoort uit de onderfamilie van de Myrmicinae. De wetenschappelijke naam van de soort is voor het eerst geldig gepubliceerd in 1862 door Smith, F..